# Dehiba (Tunesien)
Koordinaten: 32° 1′ N, 10° 42′ O
Dehiba (auch Dhiba, arabisch الذهيبة, DMG aḏ-Ḏahība) ist ein tunesischer Ort an der Grenze zu Libyen. Er gehört zum Gouvernement Tataouine und hat etwa 4000 Einwohner.
In der Nähe des Ortes befindet sich der Grenzübergang Wāzin nach Libyen. Im April 2011 flüchteten während des Bürgerkriegs in Libyen tausende Menschen nach Dehiba. Am 19. April 2011 kam es in der Gegend zu heftigen Gefechten, als Rebellen der Libysche Nationale Befreiungsarmee den Grenzübergang von den libyschen Regierungstruppen eroberten. Am 28. April gab es abermals heftige Gefechte mit mehreren Toten, wobei auch Artilleriegeschütze zum Einsatz kamen. Die tunesische Regierung protestierte, da die Kämpfe teilweise auf tunesischen Territorium stattfanden. Tags darauf kam es in dem Ort zu Gefechten zwischen libyschen Regierungstruppen und tunesischen Einheiten.